# Lina Englund
Lina Maria Englund, född 14 maj 1975 i Spånga,  är en svensk skådespelare, sångerska och kompositör.

## Biografi
Englund växte upp i Spånga och genomgick mellan- och högstadiet i Adolf Fredriks musikskola följt av estetisk-praktisk linje på Södra Latins gymnasium i Stockholm. Hennes filmkarriär började redan under skoltiden.

### Film och television
När hon var 12 år följde hon med en kompis till en provfilmning för filmen Miraklet i Valby och fick själv den kvinnliga huvudrollen. Vid 15 års ålder spelade hon Camilla i TV-serien Storstad under ett och ett halvt år. Under gymnasietiden medverkade hon i en kanadensisk TV-serie för ungdomar, Northwood, där hon fick spela aupair-tjejen Kristina. Hon fick också den kvinnliga huvudrollen i Ulf Malmros TV-serie Rapport till himlen. För sin roll i filmen Vinterviken (1996) blev hon nominerad till en Guldbagge för bästa kvinnliga huvudroll. 
Sommaren 2001 spelade hon in Utanför din dörr i Lycksele och på Södermalm, Stockholm. Vid premiären fick Englund bra kritik, "mycket bra" och "övertygande" Hon medverkade i TV-serien Bror och syster, som sändes våren 2007. Hon spelade också rollen som Katarina Algotsdotter av Pålsätten i filmen Arn – Tempelriddaren. I dramafilmen Fröken Julie från 2013 spelar Lina Englund rollen som Kristin.

### Teater
Lina Englund gick Teaterhögskolan i Stockholm 1995-1999. Efter avslutade studier har hon varit verksam bland annat på Stockholms stadsteater, Dramaten och Teater Galeasen. På Stockholms Stadsteater har hon inte minst spelat ledande roller i ett flertal av Anton Tjechovs pjäser, Irina i Tre systrar 2001, Sonja i Tommy Berggrens uppsättning av Morbror Vanja 2002,  huvudrollen Nina i Måsen 2009, samt i specialversionen Lilla Körsbärsträdgården 2002. På Dramaten gjorde hon bland annat huvudrollen Alma i en scenversion av Ingmar Bergmans Vargtimmen 2011. På Galeasen har hon spelat i Lars Noréns Krig, i Christina Ouzounidis Lagarna (2010) och i den uppmärksammade långköraren Vår klass av Tadeusz Slobodzianek (2013-15) med flera produktioner.
Hon var en av initiativtagarna till skapandet av skådespelarnätverket och experimentscenen Limbo under Stockholms stadsteater 2006.
Sommaren 2010 medverkade hon i föreställningen Stjärnsmäll - en utomjordisk revy på Parkteatern.

### Musik
Tillsammans med David Shutrick, Andreas Dahlbäck och Johan Lindström ingår hon i musikgruppen Selfish som 1998 gav ut skivan Wanting You Would Be. Gruppens album fick ett blandat mottagande, men som sångerska ansåg kritikerna henne vara "mycket begåvad" eller "mycket övertygande". Hon fortsätter skriva musik, till exempel för Riksteaterns uppsättning av Jean Genets Jungfruleken 2007. Hon har också 2006 spelat in en ny skiva med David Shutrick men det är oklart om och när den skivan ska släppas.

## Privatliv
Lina Englund är gift med skådespelaren Sven Ahlström. De fick tillsammans ett barn hösten 2014.

## Filmografi (urval)
- 1989 – Miraklet i Valby
- 1990 – Storstad (TV-serie)
- 1994 – Rapport till himlen (TV-serie)
- 1996 – Vinterviken
- 1996 – När Finbar försvann
- 1997 - Persons parfymeri (TV-serie) (Avsnitt 5: Tre hittar en tjej)
- 1999 – Dödlig drift
- 2000 – Syskonsalt (TV-film)
- 2002 – Utanför din dörr
- 2003 – Frågesportprogrammet Popcorn

- 2003 – Swedenhielms
- 2004 – Om Stig Petrés hemlighet (TV-serie)
- 2005 – Storm
- 2006 – Stilla Natt
- 2007 – Bror och syster (TV-serie) (miniserie)
- 2007 – Arn - Tempelriddaren
- 2013 – Fröken Julie
- 2020 – Top Dog (TV-serie)

## Teater

### Roller (ej komplett)
| År   | Roll                           | Produktion                                                                          | Regi                  | Teater                    |
| ---- | ------------------------------ | ----------------------------------------------------------------------------------- | --------------------- | ------------------------- |
| 1999 | Brudtärnan                     | The Black Rider Robert Wilson, Tom Waits och William Burroughs                      | Rickard Günther       | Dramaten                  |
| 2002 | Sonja                          | Morbror Vanja (Дядя Ваня, Djadja Vanja) Anton Tjechov                               | Thommy Berggren       | Stockholms stadsteater    |
| 2004 | Pegeen Mike                    | Hjälten (The Playboy of the Western World) John Millington Synge                    | Thommy Berggren       | Stockholms stadsteater    |
| 2008 | Magdalena                      | Bernardas hus (La casa de Bernarda Alba) Federico Garcia Lorca                      | Christian Tomner      | Dramaten                  |
| 2010 | Slomo Woman                    | Stjärnsmäll Rikard Bergqvist                                                        | Rikard Bergqvist      | Parkteatern               |
| 2011 | Alma                           | Vargtimmen Ingmar Bergman                                                           | Malin Stenberg        | Dramaten                  |
| 2012 | Marie David                    | Tribadernas natt Per Olov Enquist                                                   | Thommy Berggren       | Stockholms stadsteater    |
| 2012 | Första tvillingen              | Peter Pan och Wendy (Peter Pan and Wendy) J.M. Barrie i ny version av Anders Duus   | Pia Johansson         | Stockholms stadsteater    |
| 2017 | Kajsa                          | Bläck eller Blod Erik Norberg och Alexander Öberg                                   | Alexander Öberg       | Riksteatern               |
| 2018 | Tekla                          | Fordringsägare August Strindberg                                                    | Johan Wahlström       | Dramaten/ Teater Galeasen |
| 2022 | Jacob Johan Anckarström        | Pang, sa Anckarström Anders Berg                                                    | Anders Berg           | Moment:Teater             |
| 2022 | Helena                         | Morbror Janne – Scener från livet på landet (Дядя Ваня, Djadja Vanja) Anton Tjechov | Alexander Mørk-Eidem  | Kulturhuset Stadsteatern  |
| 2023 | Smith Fru Peachum (Understudy) | Tolvskillingsoperan (Die Dreigroschenoper) Bertolt Brecht och Kurt Weill            | Sofia Adrian Jupither | Dramaten                  |